# Мудровце
Мудровце (слч. Mudrovce) насељено је мјесто са административним статусом сеоске општине (слч. obec) у округу Кошице-околина, у Кошичком крају, Словачка Република.

## Становништво
| Година:    | 1994. | 2004.   | 2014. | 2024.    |
| ---------- | ----- | ------- | ----- | -------- |
| Број људи: | 75    | 80      | 76    | 64       |
| Разлика:   |       | +6,66 % | -5 %  | -15,78 % |

| Година:    | 2023. | 2024.   |
| ---------- | ----- | ------- |
| Број људи: | 62    | 64      |
| Разлика:   |       | +3,22 % |

Према подацима о броју становника из 2011. године насеље је имало 73 становника.